# 1985-ös Formula–1 dél-afrikai nagydíj
A dél-afrikai nagydíj volt az 1985-ös Formula–1 világbajnokság tizenötödik futama.

## Futam
| Helyezés | #  | Versenyző          | Csapat/Motor           | Körök | Idő/Kiesés oka | Rajthely | Pontszám |
| -------- | -- | ------------------ | ---------------------- | ----- | -------------- | -------- | -------- |
| 1        | 5  | Nigel Mansell      | Williams-Honda         | 75    | 1:28:22,866    | 1        | 9        |
| 2        | 6  | Keke Rosberg       | Williams-Honda         | 75    | + 7,572        | 3        | 6        |
| 3        | 2  | Alain Prost        | McLaren-TAG            | 74    | + 1 kör        | 9        | 4        |
| 4        | 28 | Stefan Johansson   | Ferrari                | 74    | + 1 kör        | 16       | 3        |
| 5        | 17 | Gerhard Berger     | Arrows-BMW             | 74    | + 1 kör        | 11       | 2        |
| 6        | 18 | Thierry Boutsen    | Arrows-BMW             | 74    | + 1 kör        | 10       | 1        |
| 7        | 3  | Martin Brundle     | Tyrrell-Renault        | 73    | + 2 kör        | 17       |          |
| Kiesett  | 11 | Elio de Angelis    | Lotus-Renault          | 52    | Motorhiba      | 6        |          |
| Kiesett  | 29 | Pierluigi Martini  | Minardi-Motori Moderni | 45    | Hűtő           | 20       |          |
| Kiesett  | 1  | Niki Lauda         | McLaren-TAG            | 37    | Turbó          | 8        |          |
| Kiesett  | 4  | Philippe Streiff   | Tyrrell-Renault        | 16    | Baleset        | 19       |          |
| Kiesett  | 12 | Ayrton Senna       | Lotus-Renault          | 8     | Motorhiba      | 4        |          |
| Kiesett  | 27 | Michele Alboreto   | Ferrari                | 8     | Turbó          | 15       |          |
| Kiesett  | 7  | Nelson Piquet      | Brabham-BMW            | 6     | Motorhiba      | 2        |          |
| Kiesett  | 20 | Piercarlo Ghinzani | Toleman-Hart           | 4     | Motorhiba      | 13       |          |
| Kiesett  | 19 | Teo Fabi           | Toleman-Hart           | 3     | Motorhiba      | 7        |          |
| Kiesett  | 8  | Marc Surer         | Brabham-BMW            | 3     | Motorhiba      | 5        |          |
| Kiesett  | 24 | Huub Rothengatter  | Osella-Alfa Romeo      | 1     | Elektronika    | 21       |          |
| Kiesett  | 22 | Riccardo Patrese   | Alfa Romeo             | 0     | Baleset        | 12       |          |
| Kiesett  | 23 | Eddie Cheever      | Alfa Romeo             | 0     | Baleset        | 14       |          |
| NI       | 33 | Alan Jones         | Lola-Hart              | 0     | Rosszullét     | 18       |          |

## Statisztikák
Vezető helyen:
- Nigel Mansell: 74 (1-7 / 9-75)
- Keke Rosberg: 1  (8)

Nigel Mansell 2. győzelme, 2. pole-pozíciója, Keke Rosberg 2. leggyorsabb köre.
- Williams 21. győzelme.